# Punta Sal (Bougainville)
La punta Sal (52°03′S 58°32′O / -52.050, -58.533) se encuentra en el extremo sudoccidental de la isla Bougainville del archipiélago de las Malvinas. Administrativamente pertenece al departamento Islas del Atlántico Sur de la provincia de Tierra del Fuego, Antártida e Islas del Atlántico Sur.
Esta punta se ubica en el sector austral del estrecho que separa la isla Bougainville de la costa este de la isla Soledad, comunicando el seno Choiseul con la ensenada de Luisa. Además se encuentra al este del rincón Caleta Foca, al sudeste de la Punta Enderby y al noroeste de la punta Arrecife.